# Neoxyphinus axe
Espèce
Neoxyphinus axe est une espèce d'araignées aranéomorphes de la famille des Oonopidae.

## Distribution
Cette espèce est endémique du Sud-Est de l'État de Bahia au Brésil,.

## Description
Le mâle holotype mesure 2,24 mm et la femelle paratype 2,65 mm.

## Publication originale
- Abrahim, Brescovit, Rheims, Santos, Ott, Bonaldo, 2012 : A Revision of the Neotropical Goblin Spider Genus Neoxyphinus Birabén, 1953 (Araneae, Oonopidae). American Museum novitates, no 3743, p. 1-75 (texte intégral).